# .biz
.biz é um domínio genérico de primeiro nível (gTLDs) no Sistema de Nomes de Domínios da Internet. Ele foi criado para o registo de domínios a serem utilizados por empresas. O nome é uma ortografia fonética da primeira sílaba de negócios em inglês, "business".

## História
O TLD .biz foi criado para aliviar um pouco da procura de nomes de domínio no domínio de nível superior .com, e para fornecer uma alternativa para as empresas cujo domínio na preferência .com já havia sido registrado por outra pessoa. Não existem qualificações legais específicas ou geográficas para registrar o domínio .biz, exceto que ele deve ser para "negócios de boa-fé ou uso comercial". Foi criado em 2001, juntamente com vários outros domínios, como o primeiro lote de novos gTLDs aprovado pela ICANN para a expansão do Sistema de Nomes de Domínios seguinte o aumento do interesse em comércio pela internet no final de 1990. O TLD é administrado pela NeuStar e inscrições são processadas através de registradores credenciados.
Em 23 de junho de 2008 na 32 ª reunião pública internacional da ICANN em Paris, foi anunciado que o domínio .biz, tinha oficialmente superado dois milhões inscrições em todo o mundo, ocupando a décima posição entre todos os TLDs.